# Herman Wold
Pour les articles homonymes, voir Wold.
Herman Wold (né le 25 décembre 1908 à Skien en Norvège et mort le 16 février 1992 en Suède) est un économiste et statisticien suédois d'origine norvégienne.

## Biographie
Il est connu pour son travail en économétrie et sur les séries temporelles, et plus particulièrement le théorème de décomposition de Wold. Il épouse en 1940 Anna-Lisa Arrhenius, docteure en mathématiques et fille du prix Nobel de chimie Svante Arrhenius. Leur fille Agnes Wold est médecin et professeur de médecine.